# Liste de musées au Maroc

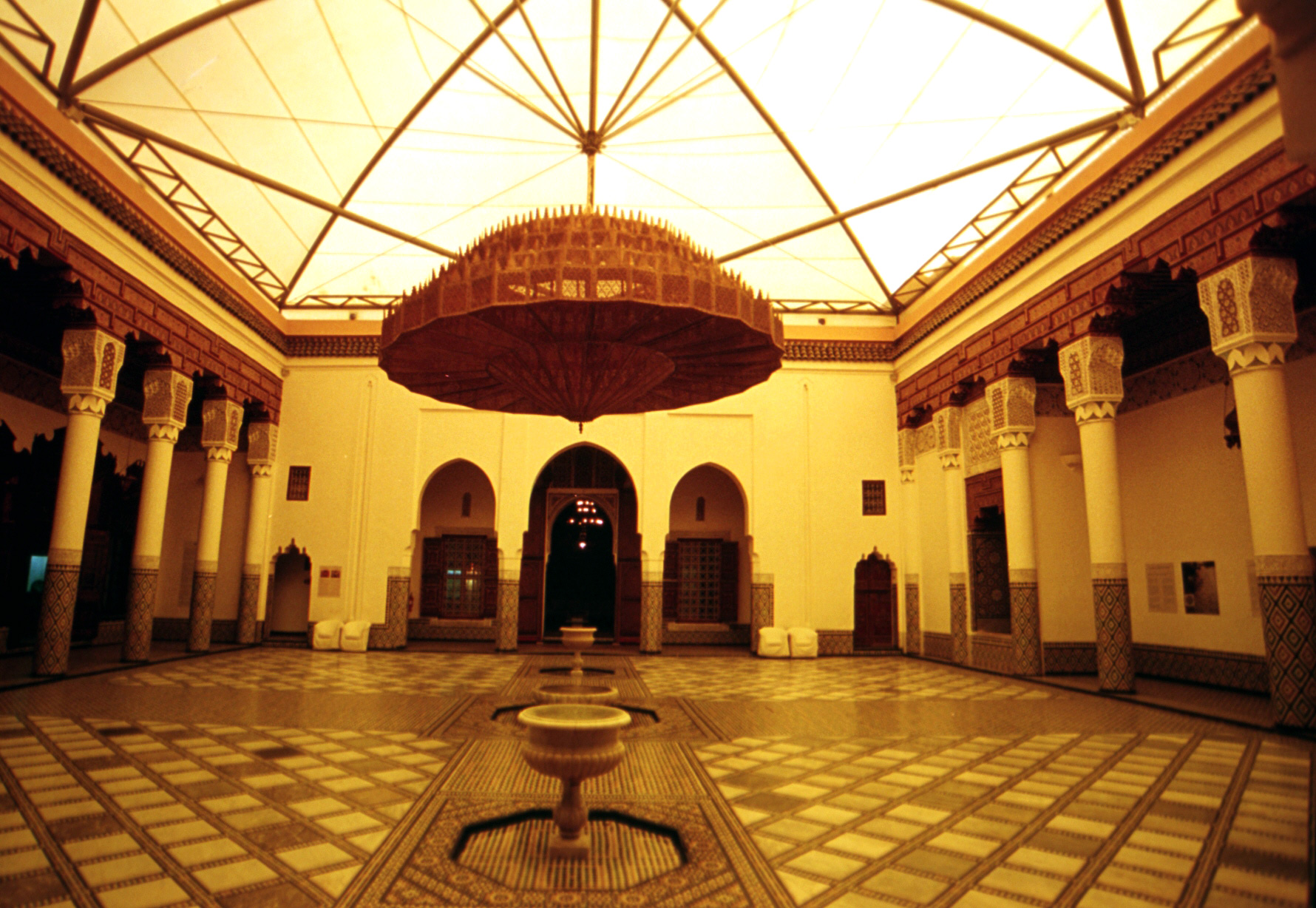
Patio du musée de Marrakech.

Le Maroc compte de nombreux musées répartis sur l'ensemble de son territoire et couvrant tous les aspects historiques et culturels du pays.

## Tanger-Tétouan-Al Hoceïma

### Tanger
| Musée | Date de création | Catégorie                      | Tutelle                                              | Particularité  | Etat   |
| --- | ---------------- | ------------------------------ | ---------------------------------------------------- | -------------- | ------ |
| Galerie d'Art contemporain Mohamed-Drissi                                                                          | 1990             |                                | Ministère de la Culture                              |                |        |
| Musée la Kasbah des cultures méditerranéennes                                                                      | 1920 / 2016      | archéologique/ ethnographie    | Fondation nationale des musées                       |                | Ouvert |
| Musée de la Légation américaine de Tanger                                                                          | 1917             |                                | Institut américain d'études marocaines de Tanger     | musée privée   | Ouvert |
| Musée Forbes de Tanger                                                                                             |                  |                                | American Tycoon Malcolm Forbes                       | musée privée   |        |
| Villa Harris |                  |                                | Fondation nationale des musées                       |                | Ouvert |
| Musée la Kasbah, Espace d'art contemporain                                                                         |                  |                                | Fondation nationale des musées                       |                | Ouvert |
| Musée des artistes Dar Niaba                                                                                       | 2022             | Histoire diplomatique du Maroc | Fondation nationale des musées                       | Volonté royale | Ouvert |
| Musée Fondation Lorin                                                                                              |                  |                                | Communauté Israélite de Tanger                       |                |        |
| Musée de Carmen-Macein                                                                                             | 1991             | Sculpture, peinture            | The Beatles                                          | musée privée   | Fermé  |
| Borj En-Nâam - Exposition à la mémoire d'Ibn Battouta                                                              |                  |                                |                                                      |                | Ouvert |
| Musée de l'âne |                  | Art moderne / âne              |                                                      | musée privée   | Ouvert |
| La délégation régionale du Haut Commissariat aux anciens combattants et membres de l'armée de libération de Tanger |                  |                                |                                                      |                |        |
| Villa Perdicaris                                                                                                   |                  |                                |                                                      |                |        |
| Borj Dar El-Baroud                                                                                                 |                  | Histoire de la ville           | Centre d'interprétation des fortifications de Tanger | musée privée   | Ouvert |
| Musée Beit Yehuda                                                                                                  |                  | Judaisme                       | Communauté Israélite de Tanger                       | Volonté royale | Ouvert |
| Petit musée de la synagogue Moshé Nahon                                                                            |                  | Judaisme                       | Communauté Israélite de Tanger                       |                | Ouvert |

### Tétouan
| Musée                            | Date de création | Catégorie   | Tutelle                        | Particularité | Etat   |
| -------------------------------- | ---------------- | ----------- | ------------------------------ | ------------- | ------ |
| Musée archéologique de Tétouan   | 1940             | archéologie | Fondation nationale des musées |               | Ouvert |
| Musée ethnographique Bab El Oqla | 1929             |             | Fondation nationale des musées |               | Ouvert |
| Centre d'Art Moderne de Tétouan  |                  | art moderne |                                |               |        |
| Medersa Loukach                  | 2011             |             |                                |               | Ouvert |

### Al Hoceima
| Musée                      | Date de création | Catégorie | Tutelle | Particularité | Etat    |
| -------------------------- | ---------------- | --------- | ------- | ------------- | ------- |
| Musée de la mer Al Hoceima |                  |           |         |               |         |
| Musée du Rif               |                  |           |         |               | Travaux |

### Chefchaouen
| Musée                               | Date de création | Catégorie    | Tutelle                 | Particularité | Etat |
| ----------------------------------- | ---------------- | ------------ | ----------------------- | ------------- | ---- |
| Musée ethnographique de Chefchaouen | 1985             | ethnographie | Ministère de la Culture |               |      |
| Écomusée du parc de Talassemtane    |                  |              |                         |               |      |

## Fès-Meknès

### Fès
| Musée                                       | Date de création | Catégorie    | Tutelle                                   | Particularités |
| ------------------------------------------- | ---------------- | ------------ | ----------------------------------------- | -------------- |
| Musée El Batha                              | 1915             | ethnographie | Fondation nationale des musées            | Restauration   |
| Musée des armes du Borj Nord                | 1963             | militaire    | Commission marocaine d'histoire militaire |                |
| Musée Belghazi                              |                  | ethnographie | Fondation Belghazi                        | musée privé    |
| Musée Nejjarine des arts et métiers du bois | 1996             | militaire    | Fondation Karim Lamrani                   | musée privé    |

### Meknès
| Musée                                             | Date de création | Catégorie | Tutelle                        | Particularités | Etat         |
| ------------------------------------------------- | ---------------- | --------- | ------------------------------ | -------------- | ------------ |
| Musée nationale de la musique Dar Jamaï           | 1920             |           | Fondation nationale des musées |                | Ouvert       |
| Musée Borj Belqari                                | 2004             |           | Fondation nationale des musées |                | Restauration |
| Le musée de l'Académie Royale Militaire de Meknès | 2015             |           |                                |                |              |

## Rabat-Salé-Kénitra

### Rabat
| Musée                                                              | Date de création | Catégorie                   | Tutelle                                                                              | Particularités      | Etat         |
| ------------------------------------------------------------------ | ---------------- | --------------------------- | ------------------------------------------------------------------------------------ | ------------------- | ------------ |
| Musée des télécommunications de Rabat                              | 2001             | télécommunications          | Maroc Telecom                                                                        | musée privé         | Ouvert       |
| Musée de l'histoire et des civilisations de Rabat                  | 1931             | archéologie                 | Ministère de la Culture                                                              |                     | Ouvert       |
| Musée national des bijoux des Oudayas                              | 1915             | joaillerie                  | Ministère de la Culture                                                              |                     | Ouvert       |
| Musée national de la Poste du Maroc                                | 1970             | philatélie                  | Poste Maroc                                                                          |                     | Ouvert       |
| Musée de Bank Al-Maghrib                                           | 2002             | numismatique, art moderne   | Bank Al-Maghrib                                                                      |                     | Ouvert       |
| Musée national de la résistance                                    | 1997             | histoire                    | Haut commissariat des anciens résistants et anciens membres de l'armée de libération |                     |              |
| Musée du Mausolée Mohammed V                                       | 2005             | histoire                    | Commission marocaine d'histoire militaire                                            |                     |              |
| Villa des arts de Rabat                                            | 2006             | art moderne                 | Groupe ONA                                                                           | musée privé         | Ouvert       |
| Galerie d'art moderne du Crédit agricole                           | 2009             | art moderne                 | Crédit agricole du Maroc                                                             | musée privé         |              |
| Musée Mohammed VI d'art moderne et contemporain (MMVI)             | 2014             | art moderne                 |                                                                                      | Volonté royale      | Ouvert       |
| Musée National de la Photographie                                  | 2020             | photographie                |                                                                                      |                     | Ouvert       |
| Muséum national d'Histoire naturelle                               |                  | histoire naturelle          | Centre d'études scientifiques                                                        |                     |              |
| Exposition Poupées du Monde                                        |                  | Poupées                     |                                                                                      | musée privée        | Ouvert       |
| Musée des Instruments de Géophysique et de Météorologie du Maroc   |                  | Géophysique et météorologie | Centre d'études scientifiques                                                        |                     |              |
| Musée de la Biographie du Prophète et de la Civilisation Islamique |                  | Religion musulmane          | ISESCO                                                                               |                     | Temporaire   |
| Musée de l'architecture                                            |                  | Architecture                | Université d'architecture de Rabat                                                   | musée universitaire | Ouvert       |
| Musée cynégétique au bois                                          | Futur            |                             |                                                                                      |                     | Construction |
| Musée du Pavillon Neo-Mauresque                                    |                  | Ressource en eau            |                                                                                      |                     | Ouvert       |
| Musée national marocain des automobiles                            |                  | Automobile                  |                                                                                      | musée privé         |              |
| Musée des arts militaires                                          |                  | Militaire                   |                                                                                      |                     | Fermé        |
| Musée national des jeux olympiques marocains                       |                  | Jeux Olympiques             | Comité National Olympique Marocain                                                   |                     | Ouvert       |
| Musée de l'équitation                                              |                  | Equestre                    |                                                                                      |                     |              |
|                                                                    |                  |                             |                                                                                      |                     |              |
|                                                                    |                  |                             |                                                                                      |                     |              |

### Salé
| Musée                                  | Date de création | Catégorie     | Tutelle                                                                | Particularité | Etat   |
| -------------------------------------- | ---------------- | ------------- | ---------------------------------------------------------------------- | ------------- | ------ |
| Musée ethnographique Dar Belghazi      | 1994             | Ethnographie  |                                                                        |               | Ouvert |
| Musée de la poterie de l'Oulja         |                  |               |                                                                        |               |        |
| Musée de la céramique de Borj Adoumoue | 1994             |               |                                                                        |               | Fermé  |
| Musée maritime de Salé                 |                  | Océanographie |                                                                        |               | Fermé  |
| Musée de l'abeille vivante             |                  | Apiculture    |                                                                        |               | Ouvert |
| Musée Belghazi de Boukhnadel           |                  |               |                                                                        |               | Ouvert |
| Musée du football marocain de Maamora  | 2024             | Football      | Fondation Nationale des Musées                                         |               | Ouvert |
| Ecomusée de Maamora                    | 2005             | Dendrologie   | Association Marocaine pour l'Ecotourisme et la Protection de la Nature |               |        |

## Béni Mellal-Khénifra

### Azilal
| Musée        | Date de création | Catégorie | Tutelle                        | Particularité | Etat   |
| ------------ | ---------------- | --------- | ------------------------------ | ------------- | ------ |
| Musée Azilal |                  |           | Fondation nationale des musées |               | Ouvert |

## Casablanca-Settat
Casablanca
| Musée                                 | Date de création | Catégorie             | Tutelle                                         | Particularités | Etat            |
| ------------------------------------- | ---------------- | --------------------- | ----------------------------------------------- | -------------- | --------------- |
| Musée Abderrahman-Slaoui              | 2012             | Collections diverses  | Fondation                                       | Musée privé    |                 |
| Musée du Judaïsme marocain            | 1997             | ethnographie          | Fondation du patrimoine culturel judéo-marocain | Musée privé    |                 |
| Musée marocain des valeurs mobilières | 2006             | numismatique, finance | Dépositaire central au Maroc                    | Musée privé    |                 |
| Musée de la mosquée Hassan II         | 1993             | Artisanat             | Fondation de la mosquée Hassan II               | Musée publique |                 |
| Musée Leila Mezian                    |                  | Ethnographie          | Fondation BMCE                                  | Musée privé    | en Construction |

### El Jadida
| Musée                 | Date de création | Catégorie | Tutelle                 | Particularités | Etat |
| --------------------- | ---------------- | --------- | ----------------------- | -------------- | ---- |
| Musée Galerie Khatabi | 1939             |           | Ministère de la Culture |                |      |
| Musée des Résistants  | 2015             |           |                         |                |      |

## Marrakech-Safi
Marrakech
| Musée                                                           | Date de création | Catégorie                     | Tutelle                                                                                                   | Particularités   | Etat   |
| --------------------------------------------------------------- | ---------------- | ----------------------------- | --- | ---------------- | ------ |
| Écomusée Vallée des Bougmez                                     | 2015             | ethnographie, culture vivante | Association L'arbre du Voyageur                                                                           | musée associatif |        |
| Écomusée berbère de la vallée de l'Ourika                       | 2009             | ethnographie                  | Hamid Mergani et Patrick Manac'h                                                                          | musée privé      |        |
| Musée de Marrakech                                              | 1996             | ethnographie, art moderne     | Fondation Omar-Benjelloun                                                                                 | musée privé      |        |
| Musée national du tissage et du tapis Dar Si Saïd               | 1932             | ethnographie                  | Fondation nationale des musées                                                                            |                  | Ouvert |
| Musée Bert-Flint                                                | 1996             | ethnographie                  | Bert-Flint                                                                                                | musée privé      |        |
| Musée d'Art islamique de Marrakech                              | 1980             | Arts de l'Islam               | Association pour la sauvegarde et le rayonnement du jardin Majorelle (Yves Saint Laurent et Pierre Bergé) | musée privé      |        |
| Musée des télécommunications de Marrakech                       | 2005             | art moderne                   | Maroc Telecom                                                                                             | musée privé      |        |
| Musée Dar El Bacha de Marrakech                                 | 2014             | art marocain                  | Fondation nationale des musées                                                                            |                  | Ouvert |
| Maison de la photographie de Marrakech                          | 2009             | art moderne, photographie     | Hamid Mergani et Patrick Manac'h                                                                          | musée privé      |        |
| Musée Mohammed VI pour la Civilisation de l'Eau au Maroc - AMAN | 2017             | Musée spécialisé, Histoire    | Ministère des Habous et des Affaires Islamiques                                                           |                  |        |
| Musée Yves-Saint-Laurent de Marrakech                           | 2017,            | Mode, art moderne             | Fondation Pierre-Bergé - Yves-Saint-Laurent                                                               | musée privé      |        |
| Musée Pierre Bergé des arts berbères                            | 2011             | ethnographique                | Fondation Majorelle                                                                                       | musée privé      |        |
| Musée de la Femme de Marrakech                                  | 2018             | Histoire, art                 | | musée privé      |        |
| Musée du patrimoine immatériel Jamaa El-Fna                     |                  |                               | Fondation nationale des musées                                                                            |                  | Ouvert |

### Safi
| Musée                                 | Date de création | Catégorie | Tutelle                        | Particularités | Etat |
| ------------------------------------- | ---------------- | --------- | ------------------------------ | -------------- | ---- |
| Musée national de la céramique à Safi | 1990             |           | Fondation nationale des musées |                |      |

### Essaouira
| Musée                            | Date de création | Catégorie | Tutelle                 | Particularités | Etat |
| -------------------------------- | ---------------- | --------- | ----------------------- | -------------- | ---- |
| Musée Sidi-Mohammed-ben-Abdellah | 1980             |           | Ministère de la Culture |                |      |

## Drâa-Tafilalet

### Ouarzazate
| Musée                                | Date de création | Catégorie   | Tutelle | Particularités | Etat |
| ------------------------------------ | ---------------- | ----------- | ------- | -------------- | ---- |
| Musée cinématographique d'Ouarzazate | 2007             | audiovisuel |         |                |      |

### Merzouga
| Musée                                    | Date de création | Catégorie  | Tutelle | Particularités | Etat |
| ---------------------------------------- | ---------------- | ---------- | ------- | -------------- | ---- |
| Musée nationale marocain de l'automobile |                  | automobile |         | musée privée   |      |
| Musée Tahiri des fociles                 |                  |            |         | musée privée   |      |

## Souss-Massa

### Agadir

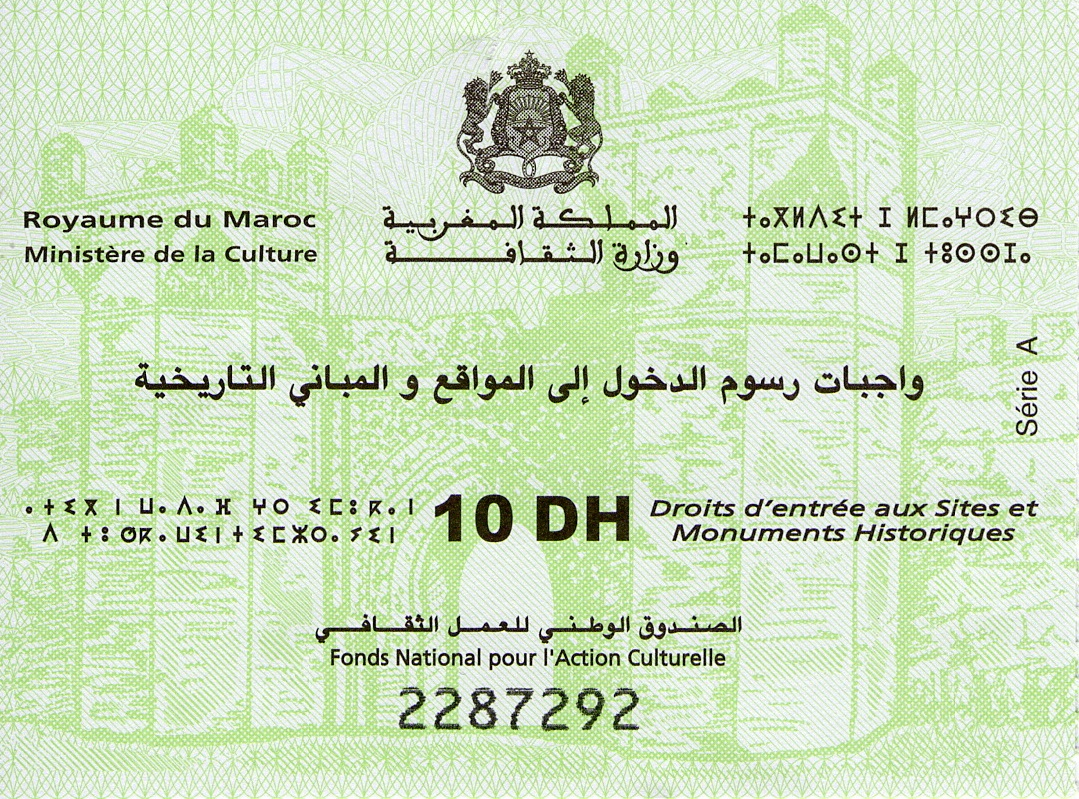
Ticket d'entrée aux monuments historiques marocains sous la tutelle du ministère de la Culture (août 2014).

| Musée                             | Date de création | Catégorie                                                               | Tutelle                        | Particularités         | Etat   |
| --------------------------------- | ---------------- | ----------------------------------------------------------------------- | ------------------------------ | ---------------------- | ------ |
| Agadir musée d'art                | 2023             | ethnographie, art contemporain, artisanat traditionnel berbère amazighe | Fondation nationale des musées | ancien musée municipal | Ouvert |
| Musée Universitaire de Météorites | Février 2016     | Musée des sciences                                                      | Université Ibn Zohr            | musée universitaire    |        |

## Laâyoune-Sakia El Hamra

### Laâyoune
| Musée                                | Date de création | Catégorie | Tutelle                 | Particularités | Etat |
| ------------------------------------ | ---------------- | --------- | ----------------------- | -------------- | ---- |
| Musée des arts sahariens de Laâyoune | 2000             |           | Ministère de la Culture |                |      |